# 1996年夏季奥林匹克运动会摩尔多瓦代表团
1996年夏季奥林匹克运动会摩尔多瓦代表团是摩尔多瓦派出的1996年夏季奥林匹克运动会代表团。